# Royal Rumble (1999)
Royal Rumble (1999) — двенадцатое в истории рестлинг-шоу Royal Rumble, организованное World Wrestling Federation (WWF, ныне WWE). Оно состоялось 24 января 1999 года в Анахайме, Калифорния на арене «Арроухед Понд».
В центре событий было продолжающееся ожесточенное соперничество между Стивом Остином и Мистером Макмэном, которые вышли на матч «Королевская битва» под № 1 и № 2 соответственно. Мистер Макмэн выиграл матч, выбросив Остина последним. Предпоследний матч был за титул чемпиона WWF и представлял собой матч I Quit между Мэнкайндом и Скалой, который запомнился как своей жестокостью, так и местом в документальном фильме Beyond the Mat; Скала победил Мэнкайнда и завоевал титул.
Слоган и подзаголовок мероприятия был взят из обещания председателя и главного исполнительного директора WWF Мистера Макмэна, что у первого участника «Королевской битвы», Стива Остина, «нет шансов» на победу в матче. Тематическая песня мероприятия, основанная на этой фразе, впоследствии стала вступительной музыкой для группировки Макмэна «Корпорация», а позже и для самого Макмэна, которую он использует и по сей день.

## Результаты
| № | Результаты                                                                                        | Условия                                                       | Время |
| --- | ------------------------------------------------------------------------------------------------- | ------------------------------------------------------------- | ----- |
| 1D | Кристиан победил Джеффа Харди                                                                     | Матч один на один                                             | 11:00 |
| 2H | The J.O.B. Squad (Боб Холли и Скорпио) победили «Слишком много» (Брайан Кристофер и Скотт Тейлор) | Командный матч                                                | 3:52  |
| 3H | Мэнкайнд победил Мэйбела по дисквалификации                                                       | Матч один на один                                             | 5:04  |
| 4 | Биг Босс Мен побелил Роуд Догга                                                                   | Матч один на один                                             | 11:52 |
| 5 | Кен Шемрок победил Билли Ганна                                                                    | Матч один на один за титул интерконтинентального чемпиона WWF | 14:23 |
| 6 | Икс-пак победил Гангрела                                                                          | Матч один на один за титул европейского чемпиона WWF          | 5:53  |
| 7 | Сейбл победила Луну Вашон                                                                         | Матч с ремнём за титул женского чемпиона WWF                  | 4:43  |
| 8 | Скала победил Мэнкайнда                                                                           | Матч «I Quit» за титул чемпиона WWF                           | 21:47 |
| 9 | Винс Макмэн выиграл «Королевскую битву»                                                           | Матч «Королевская битва» 30-ти рестлеров                      | 56:38 |
| - (ч) – чемпион на начало матча - D – означает тёмный матч - H – указывает, что матч транслировался перед шоу на Sunday Night Heat |                                                                                                   |                                                               |       |

### Матч «Королевская битва»
Рестлеры выходили каждые 90 секунд
| Рестлер | Рестлер        | Кем выбит | Кем выбит                                               | Время |
| ------- | -------------- | --------- | ------------------------------------------------------- | ----- |
| 1       | Стив Остин     | 29        | Винсом Макмэном                                         | 56:31 |
| 2       | Винс Макмэн    | -         |                                                         | 56:31 |
| 3       | Голга          | 1         | Стивом Остином                                          | 0:42  |
| 4       | Дроз           | 7         | Мэйбелом                                                | 12:50 |
| 5       | Эдж            | 8         | Дорожным Псом                                           | 12:01 |
| 6       | Гиллберг       | 2         | Эджем                                                   | 0:48  |
| 7       | Стив Блэкмен   | 4         | Мэйбелом                                                | 7:29  |
| 8       | Дэн Северн     | 3         | Мэйбелом                                                | 5:57  |
| 9       | Тигр Али Сингх | 5         | Мэйбелом                                                | 4:29  |
| 10      | Блю Мини       | 6         | Мэйбелом                                                | 3:09  |
| 11      | Мэйбел         | 9         | Мидеоном, Фаруком и Брэдшоу (не участвовавшими в матче) | 2:28  |
| 12      | Роуд Догг      | 12        | Каином                                                  | 10:50 |
| 13      | Гангрел        | 10        | Дорожным Псом                                           | 0:44  |
| 14      | Куррган        | 13        | Каином                                                  | 7:03  |
| 15      | Эл Сноу        | 11        | Дорожным Псом                                           | 0:59  |
| 16      | Голдаст        | 15        | Каином                                                  | 4:12  |
| 17      | Крёстный отец  | 14        | Каином                                                  | 2:30  |
| 18      | Каин           | 16        | Сам себя                                                | 1:32  |
| 19      | Кен Шэмрок     | 17        | Стивом Остином                                          | 5:30  |
| 20      | Билли Ганн     | 18        | Стивом Остином                                          | 7:15  |
| 21      | Тест           | 19        | Стивом Остином                                          | 12:01 |
| 22      | Биг Босс Мен   | 28        | Стивом Остином                                          | 19:28 |
| 23      | Трипл Эйч      | 25        | Стивом Остином                                          | 14:30 |
| 24      | Вэл Венис      | 24        | Трипл Эйчем                                             | 12:48 |
| 25      | Икс-пак        | 20        | Большим Боссом                                          | 5:52  |
| 26      | Марк Генри     | 22        | Чайной                                                  | 8:13  |
| 27      | Джефф Джарретт | 21        | Трипл Эйчем                                             | 4:04  |
| 28      | Ди’Ло Браун    | 27        | Большим Боссом                                          | 9:37  |
| 29      | Оуэн Харт      | 26        | Стивом Остином                                          | 6:47  |
| 30      | Чайна          | 23        | Стивом Остином                                          | 1:01  |

## Остальные
| Комментаторы - Майкл Коул - Джерри «Король» Лоулер Испанские комментаторы - Карлос Кабрера - Хьюго Савинович Судьи - Майк Киода - Эрл Хебнер - Джим Кордерас - Теодор Лонг - Тим Уайт | Интервьюеры - Док Хендрикс - Кевин Келли Так же - Джеральд Бриско — официальное лицо - Говард Финкель — аннонсер - Тони Гареа — официальное лицо - Дэйв Хебнер — официальное лицо - Винс Макмэн - Пат Паттерсон — официальное лицо |